# Tomentgaurotes batesi
Tomentgaurotes batesi là một loài bọ cánh cứng trong họ Cerambycidae.